# Five pairs of Shoes
Five pairs of Shoes er en dansk dokumentarfilm fra 2005, der er instrueret af Cecilie Rosdahl.

## Handling
Filmen tager udgangspunkt i Anette Abrahamssons maleri, som hun selv betegner som 'post popformalisme'. Fravær af fortælling er en af nøglerne til hendes visuelle univers. Professor i semiotik Per Aage Brandt kommenterer hendes billeder. Anette Abrahamsson slog igennem på den danske kunstscene i starten af 1980'erne som en af 'De unge vilde', og er i dag repræsenteret på danske og udenlandske kunstmuseer.